# Цифровое управление строительством
Цифровое управление строительством (ЦУС) — российский SaaS-сервис для полной цифровизации строительства и автоматизации процессов стройки.

## Обзор
Сервис позволяет управлять строительством в режиме «одного окна» на всех этапах строительства. Работает на модульной основе, среди которых:
- Сметы;
- Графики производства работ;
- Исполнительная документация;
- Строительный контроль;
- Журналы производства работ;
- Отчеты;
- Проектно-изыскательные работы (ПИР);
- Контрактация;
- Финансирование;
- Информационное моделирование строительных объектов (ТИМ/BIM);
- Система электронного документооборота (СЭД)

## Возможности
ЦУС представляет собой комплексное облачное решение, переносящее строительство в цифровую сферу для автоматизации процессов строительства, создания единого электронного документооборота, реализации BIM-подхода, мониторинга и управления строительством на всех этапах и уровнях.
Облачный сервис позволяет выстроить и отладить процессы проектного и операционного управления, а также максимально оперативно перевести ключевые строительные процессы в цифровой формат.
Модули сервиса можно комбинировать в разных вариациях, что позволяет настроить сервис под разные сценарии использования и роли. Существуют уже готовые сборки в виде коробочных решений, состоящих из определенных модулей, которые заточены под определенные сценарии использования, закрывающие все потребности участников выбранного сценария. Среди них можно выделить: ПИР, СМР, Стройконтроль.

## Государственный реестр программного обеспечения
ЦУС внесен в Единый реестр российских программ для электронных вычислительных машин и баз данных — рег. номер ПО: 13923